# Kōhei Oguri
Kōhei Oguri, jap. 小栗康平 (ur. 29 października 1945 w Maebashi) – japoński reżyser i scenarzysta filmowy. Znany z powolnego tempa pracy, nakręcił zaledwie 6 filmów fabularnych na przestrzeni 35 lat. Pomimo tego, był wielokrotnie nagradzany, ceniony przez krytykę i uchodzi za jednego z ważniejszych autorów kina japońskiego przełomu XX i XXI w.

## Życiorys
Po studiach teatralnych na tokijskim Uniwersytecie Waseda, zaczął stawiać pierwsze kroki w branży filmowej w charakterze asystenta reżysera Masahiro Shinody przy filmach Podwójne samobójstwo (1969) i Himiko (1974). Jego samodzielnym debiutem reżyserskim była Mętna rzeka (1981), nominowana do Oscara dla najlepszego filmu nieanglojęzycznego. Była to opowieść o dzieciach żyjących w ogarniętej ubóstwem powojennej Japonii.
Oguri odniósł sukces również filmem Żądło śmierci (1990), który zdobył Grand Prix i Nagrodę FIPRESCI na 43. MFF w Cannes. Obraz opowiadał o małżeństwie, które izoluje się od świata zewnętrznego, próbując ocalić swój rozpadający się związek. Pozostałe filmy fabularne reżysera to: Dla Kayako (1985), Człowiek we śnie (1996), Zasypany las (2005) i Foujita (2015).
Zasiadał w jury sekcji konkursowej na 14. MFF w Moskwie (1985).